# Jerzykowice Małe
Jerzykowice Małe – wieś w Polsce położona w województwie dolnośląskim, w powiecie kłodzkim, w gminie Lewin Kłodzki.

## Położenie
Jerzykowice Małe to mała wieś leżąca na zboczach Pańskiej Góry, na granicy Gór Orlickich i Wzgórz Lewińskich, na wysokości około 590–610 m n.p.m.

## Podział administracyjny
W latach 1975–1998 miejscowość administracyjnie należała do województwa wałbrzyskiego.

## Historia
Pierwsza wzmianka o istnieniu wsi pochodzi z 1477 roku, kiedy to wraz z państwem homolskim weszła ona w skład hrabstwa kłodzkiego. W drugiej połowie XVIII wieku znaczącym źródłem utrzymania dla mieszkańców Jerzykowic Małych stało się rzemiosło, w tym tkactwo. W 1789 roku użytkowano tu dziewięć krosien, a do 1830 roku ich liczba spadła do trzech co wskazuje, że lokalne tkactwo upadło. W końcu XIX wieku pewien rozwój miejscowości przyniósł rozwój turystyki. Liczba mieszkańców wsi wzrastała powoli przez XIX wiek i największy swój poziom osiągnęła około 1885 roku (111 osób). Później miał miejsce powolny spadek liczby ludności.

Obecnie Jerzykowice Małe są wsią zanikającą, prowadzi do nich jedynie droga gruntowa. 

## Zabytki
Do wojewódzkiego rejestru zabytków wpisana jest:
- Kaplica w Jerzykowicach Małych na Górze Pańskiej, z końca XVIII w. Jest to niewielka budowla domkowa, wewnątrz znajduje się rzeźba z szarego piaskowca przedstawiająca pietę[4].

## Szlaki turystyczne
Ludowe - Przełęcz Polskie Wrota - Jawornica - Jerzykowice Małe - Kocioł - Kocioł PL/CZ - Olešnice v Orlických horách - Číhalka - Podgórze PL/CZ